# Heddon Greta
Heddon Greta är en ort i Australien. Den ligger i kommunen Cessnock och delstaten New South Wales, i den sydöstra delen av landet, omkring 120 kilometer norr om delstatshuvudstaden Sydney.
Runt Heddon Greta är det ganska glesbefolkat, med 25 invånare per kvadratkilometer.. Närmaste större samhälle är Maitland, nära Heddon Greta.
I omgivningarna runt Heddon Greta växer huvudsakligen savannskog. Genomsnittlig årsnederbörd är 1 277 millimeter. Den regnigaste månaden är februari, med i genomsnitt 223 mm nederbörd, och den torraste är juli, med 46 mm nederbörd.